# Atholus depistor
Atholus depistor är en skalbaggsart som först beskrevs av Sylvain Auguste de Marseul 1873.  Atholus depistor ingår i släktet Atholus och familjen stumpbaggar. Inga underarter finns listade i Catalogue of Life.